# Osuitok Ipeelee
Osuitok Ipeelee (bij Cape Dorset, 1922 - Cape Dorset, 2005) was een Inuit beeldhouwer. Hij wordt gewaardeerd vanwege zijn fijnzinnige en harmonische sculpturen vogels en rendieren gemaakt van groen speksteen. Hij werkte samen met de Canadese kunstenaar James Archibald Houston (1921-2005) aan het tot stand komen van het West Baffin Island Eskimo Cooperative, dat de kunst van de Inuit onder de aandacht wilde brengen en de eerste werkplaats voor Inuitgrafiek opende.

## Levensloop
Ipeelee groeide op binnen de traditionele Inuitcultuur in een klein bivak in de buurt van Cape Dorset en leerde jagen en vissen van zijn vader Ohotok Ipeelee. Zijn vader leerde hem ook ivoorsnijden en al op dertienjarige leeftijd begon hij sculpturen te maken. Dit werd aangemoedigd door de katholieke missionarissen die zijn werk kochten en kleine kruisbeeldjes in opdracht gaven. Tot zijn vroegste werk behoren ook miniaturen van jachtgereedschappen, hetgeen typisch is voor de Inuitkunst uit de jaren 1940.
Ipeelee was onder de getuigen van het laatst bekende traditionele Inuitproces.

### Invloed van James Houston
Voordat Jim Houston in 1951 zijn woongebied bezocht was Ipeelee al een bekend ivoorsnijder op Baffineiland. Op aanraden van Houston begon hij in speksteen te werken, omdat er voor dergelijk werk een goede markt bestond. Ipeelee beheerste uiteindelijk goede kennis over hoe speksteen splijt en kon daardoor zeer fijne beeldjes maken. Hij leidde meerdere nieuwelingen op en wordt op zijn gebied gezien als de grootste meester zijn generatie.
Tentoonstellingen van Inuitkunst in 1952 en 1955 in de National Gallery of Canada maakten zijn werk bekend onder zijn kunstenaarsnaam 'Oshaweetuk B'. De erkenning die hierop volgde leidde tot officiële opdrachten. Zo maakte hij bijvoorbeeld in 1955 met een team van collega's, dat onder zijn leiding stond, het officiële scepter voor de Legislative Assembly of the Northwest Territories en kreeg hij in 1959 de opdracht een beeldje te maken van Koningin Elizabeth II, dat haar tijdens een bezoek aan Canada in datzelfde jaar werd aangeboden.
In 1971-73 was zijn werk opgenomen in de reizende tentoonstelling Sculpture/Inuit. Sculpture of the Inuit: Masterworks of the Canadian Arctic die meerdere landen aandeed. Zijn werk is opgenomen in meerdere vooraanstaande collecties zoals National Gallery of Canada in Ottawa, het Metropolitan Museum of Art in New York en de collectie van het Vaticaan in Rome.
Houston herinnert zich in zijn memoires hoe Ipeelee zich tijdens een winterse conversatie in 1957 verwonderde over identieke matrooskoppen op enkele pakjes cigaretten. De Inuitkunstenaar merkte op dat het toch zeer moeizaam moest zijn telkens weer hetzelfde plaatje te tekenen. Daarop probeerde Houston het procedé aanvankelijk uit te leggen, maar was meer succesvol met een kleine demonstratie met behulp van een gekerfd beeldje en inkt. Ipeelee was direct overtuigd en ze besloten Inuitgrafiek te gaan maken. Uiteindelijk maakte hij slechts vier prenten, die in 1958 en 1959 geëxposeerd werden tijdens de jaarlijkse werkschouw. Ipeelee was van mening dat dit werk hem in verhouding te weinig opleverde.

## Werk

### Sculptuur
- Harpoon Head Figure, (1983), serpentiniet, National Gallery of Canada

### Grafiek
- Musk Ox, 1958 steengravure
- Weasel, 1958. steengravure
- Four Musk Oxen, 1959 steengravure en sjabloondruk met behulp van zeehondenhuid
- Owl, Fox, and Hare Legend, 1959 steengravure en sjabloondruk met behulp van zeehondenhuid

## Eerbetuigingen
- 1973 Verkozen tot lid van de Royal Canadian Academy of Arts
- 2004 National Aboriginal Achievement Award